# Croatan (Schiff)
Die USS Croatan (CVE-25) (auch AVG-25, ACV-25, T-CVHE-25, T-CVU-25 und AKV-43) war ein Geleitträger der Bogue-/Prince-William-Klasse.

## Geschichte
Das Schiff wurde am 15. April 1942 bei der Seattle-Tacoma Shipbuilding Corporation auf Kiel gelegt, der Stapellauf folgte am 3. August 1942. Nach der Indienststellung am 28. April 1943 fuhr die Croatan mehrere Transport- und U-Jagdeinsätze im Atlantik. Dabei war der Geleitträger mit seinen Flugzeugen und Begleitschiffen an der Versenkung von sechs deutschen U-Booten beteiligt. Im November 1945 fuhr es im Rahmen der Operation Magic Carpet zwischen Frankreich und der Ostküste.
Nach dem Krieg wurde die Croatan außer Dienst gestellt und in Reserve versetzt. 1958 wurde der Geleitträger reaktiviert und als T-CVHE-25 dem MSTS zugewiesen und mit Zivilbesatzung für Flugzeugtransporte genutzt. Sie trug seit 7. Mai 1959 die Kennung T-AKV-43, was sie als Flugzeugfähre auswies.
Zwischen dem 27. Oktober 1964 und Mai 1965 war die Croatan als Versuchsschiff der NASA im Südpazifik eingesetzt. In diesem Zeitraum war auf dem hinteren Teil des Schiffes Raketenstarter für Raketensonden (englisch Sounding Rockets) vom Typ Nike Cajun und Nike Apache, Bahnverfolgungsantennen und Kameras aufgebaut. Der Hangar nahm die umfangreiche Ausrüstung auf.
Bis zur Außerdienststellung am 23. Oktober 1969 fuhr die Croatan wieder Flugzeugtransporte für den MSTS. Am 15. September 1970 wurde sie endgültig aus den Registern gestrichen und 1971 als Schrott verkauft.